# Heath Wood
Heath Wood est le site d'une nécropole viking, près d'Ingleby, dans le comté anglais du Derbyshire.

## Description
Heath Wood comprend une série de 59 tumuli qui constituent le seul site connu de sépultures scandinaves incinérées de toutes les îles Britanniques. On suppose qu'il s'agit d'un cimetière guerrier créé pour les morts de la Grande Armée païenne, arrivée en Angleterre entre 873 et 878. Les premières fouilles ont montré que certains des tertres étaient des cénotaphes, sans doute parce que les corps n'étaient pas disponibles.
Une fouille menée en 2004 a produit plusieurs découvertes qui sont visibles au musée de Derby. On suppose que ces vestiges sont de la même période que les sépultures trouvées non loin de là à Repton. Toutefois les sépultures de Repton ne sont pas incinérées.